# Ghana op de Olympische Spelen
Ghana is een van de landen die deelneemt aan de Olympische Spelen. Ghana debuteerde op de Zomerspelen van 1952, toen nog onder de koloniale naam Goudkust. In 2010 werd voor het eerst deelgenomen aan de Winterspelen.
Parijs 2024 was voor Ghana de zestiende deelname aan de Zomerspelen, in 2022 werd voor de derde keer deelgenomen aan de Winterspelen. Er werden vijf medailles gewonnen in twee sporten; boksen (4) en voetbal (1).

## Medailles en deelnames

### Overzicht
De tabel geeft een overzicht van de jaren waarin werd deelgenomen, het aantal gewonnen medailles en de eventuele plaats in het medailleklassement.
| Zomerspelen | Zomerspelen | Zomerspelen | Zomerspelen | Zomerspelen | Zomerspelen |        | Winterspelen | Winterspelen | Winterspelen | Winterspelen | Winterspelen | Winterspelen |
| Jaar        | Goud        | Zilver      | Brons       | Totaal      | Rang        | Jaar   | Goud         | Zilver       | Brons        | Totaal       | Rang         |              |
| 1952        | 0           | 0           | 0           | 0           | -           | 1952   | -            | -            | -            | -            | -            |              |
| 1956        | -           | -           | -           | -           | -           | 1956   | -            | -            | -            | -            | -            |              |
| 1960        | 0           | 1           | 0           | 1           | 32          | 1960   | -            | -            | -            | -            | -            |              |
| 1964        | 0           | 0           | 1           | 1           | 35          | 1964   | -            | -            | -            | -            | -            |              |
| 1968        | 0           | 0           | 0           | 0           | -           | 1968   | -            | -            | -            | -            | -            |              |
| 1972        | 0           | 0           | 1           | 1           | 43          | 1972   | -            | -            | -            | -            | -            |              |
| 1976        | -           | -           | -           | -           | -           | 1976   | -            | -            | -            | -            | -            |              |
| 1980        | -           | -           | -           | -           | -           | 1980   | -            | -            | -            | -            | -            |              |
| 1984        | 0           | 0           | 0           | 0           | -           | 1984   | -            | -            | -            | -            | -            |              |
| 1988        | 0           | 0           | 0           | 0           | -           | 1988   | -            | -            | -            | -            | -            |              |
| 1992        | 0           | 0           | 1           | 1           | 54          | 1992   | -            | -            | -            | -            | -            |              |
| 1996        | 0           | 0           | 0           | 0           | -           | 1994   | -            | -            | -            | -            | -            |              |
| 2000        | 0           | 0           | 0           | 0           | -           | 1998   | -            | -            | -            | -            | -            |              |
| 2004        | 0           | 0           | 0           | 0           | -           | 2002   | -            | -            | -            | -            | -            |              |
| 2008        | 0           | 0           | 0           | 0           | -           | 2006   | -            | -            | -            | -            | -            |              |
| 2012        | 0           | 0           | 0           | 0           | -           | 2010   | 0            | 0            | 0            | 0            | -            |              |
| 2016        | 0           | 0           | 0           | 0           | -           | 2014   | -            | -            | -            | -            | -            |              |
| 2020        | 0           | 0           | 1           | 1           | 86          | 2018   | 0            | 0            | 0            | 0            | -            |              |
| 2024        | 0           | 0           | 0           | 0           | -           | 2022   | 0            | 0            | 0            | 0            | -            |              |
| Totaal      | 0           | 1           | 4           | 5           |             | Totaal | 0            | 0            | 0            | 0            |              |              |
| Tot. Z+W    | 0           | 1           | 4           | 5           |             |        |              |              |              |              |              |              |

### Per deelnemer

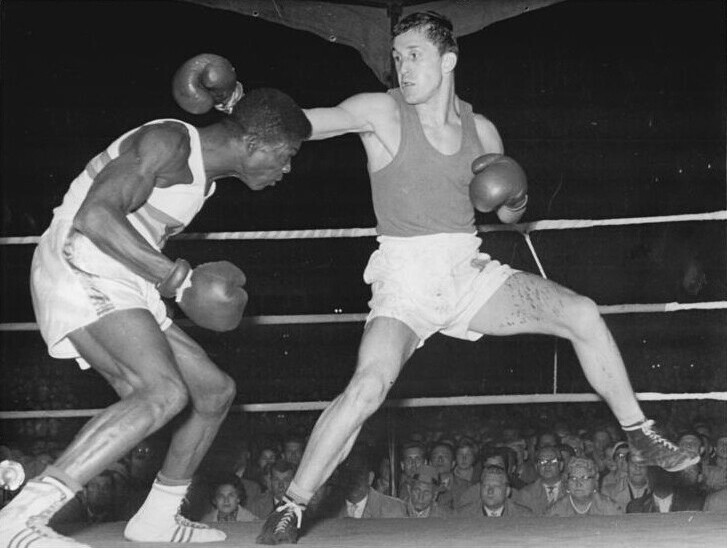
Clement Quartey en Wilfried Rühl

| Editie | Sport   | Olympiër        | Onderdeel             | Medaille |
| ------ | ------- | --------------- | --------------------- | -------- |
| 1960   | Boksen  | Clement Quartey | halfweltergewicht (m) | Zilver   |
| 1964   | Boksen  | Eddie Blay      | halfweltergewicht (m) | Brons    |
| 1972   | Boksen  | Prince Amartey  | middengewicht (m)     | Brons    |
| 1992   | Voetbal | Olympisch team  | mannen                | Brons    |
| 2020   | Boksen  | Samuel Takyi    | vedergewicht (m)      | Brons    |

Afghanistan · Albanië · Algerije · Amerikaans-Samoa · Amerikaanse Maagdeneilanden · Andorra · Angola · Antigua en Barbuda · Argentinië · Armenië · Aruba · Australië · Azerbeidzjan · Bahama's · Bahrein · Bangladesh · Barbados · België · Belize · Benin · Bermuda · Bhutan · Bolivia · Bosnië en Herzegovina · Botswana · Brazilië · Britse Maagdeneilanden · Brunei · Bulgarije · Burkina Faso · Burundi · Cambodja · Canada · Centraal-Afrikaanse Republiek · Chili · China · Chinees Taipei · Colombia · Comoren · Congo-Brazzaville · Congo-Kinshasa · Cookeilanden · Costa Rica · Cuba · Cyprus · Denemarken · Djibouti · Dominica · Dominicaanse Republiek · Duitsland · Ecuador · Egypte · El Salvador · Equatoriaal-Guinea · Eritrea · Estland · Ethiopië · Fiji · Filipijnen · Finland · Frankrijk · Gabon · Gambia · Georgië · Ghana · Grenada · Griekenland · Groot-Brittannië · Guam · Guatemala · Guinee · Guinee-Bissau · Guyana · Haïti · Honduras · Hongarije · Hongkong · Ierland · IJsland · India · Indonesië · Irak · Iran · Israël · Italië · Ivoorkust · Jamaica · Japan · Jemen · Jordanië · Kaaimaneilanden · Kaapverdië · Kameroen · Kazachstan · Kenia · Kirgizië · Kiribati · Koeweit · Kosovo · Kroatië · Laos · Lesotho · Letland · Libanon · Liberia · Libië · Liechtenstein · Litouwen · Luxemburg · Madagaskar · Malawi · Malediven · Maleisië · Mali · Malta · Marokko · Marshalleilanden · Mauritanië · Mauritius · Mexico · Micronesië · Moldavië · Monaco · Mongolië · Montenegro · Mozambique · Myanmar · Namibië · Nauru · Nederland · Nepal · Nicaragua · Nieuw-Zeeland · Niger · Nigeria · Noord-Korea · Noord-Macedonië · Noorwegen · Oeganda · Oekraïne · Oezbekistan · Oman · Oost-Timor · Oostenrijk · Pakistan · Palau · Palestina · Panama · Papoea-Nieuw-Guinea · Paraguay · Peru · Polen · Portugal · Puerto Rico · Qatar · Roemenië · Rusland · Rwanda · Saint Kitts en Nevis · Saint Lucia · Saint Vincent en de Grenadines · Salomonseilanden · Samoa · San Marino · Saoedi-Arabië · Sao Tomé en Principe · Senegal · Servië · Seychellen · Sierra Leone · Singapore · Slovenië · Slowakije · Somalië · Spanje · Sri Lanka · Soedan · Suriname · Swaziland · Syrië · Tadzjikistan · Tanzania · Thailand · Togo · Tonga · Trinidad en Tobago · Tsjaad · Tsjechië · Tunesië · Turkije · Turkmenistan · Tuvalu · Uruguay · Vanuatu · Venezuela · Verenigde Arabische Emiraten · Verenigde Staten · Vietnam · Wit-Rusland · Zambia · Zimbabwe · Zuid-Afrika · Zuid-Korea · Zuid-Soedan · Zweden · Zwitserland
Historische landen: Bohemen · Bondsrepubliek Duitsland · Brits-Indië · Duitse Democratische Republiek · Joegoslavië · Malaya · Nederlandse Antillen · Noord-Borneo · Noord-Jemen · Saarland · Servië en Montenegro · Sovjet-Unie · Tsjecho-Slowakije · West-Indische Federatie · Zuid-Jemen
Bijzondere deelnames: Onafhankelijke olympische atleten · Vluchtelingenteam 
 Australazië · Duits Eenheidsteam · Gemengd team · Gezamenlijk Team